# Fiálide
Fiálides são células conidiogênicas dos fungos ascomicetes, também chamadas de esterigmas, em forma de frasco e produzem conídios hialinos ou pigmentados, globosos e algumas vezes rugosos.